# Хеле, Йоханнес
Йоханнес Хеле (нем. Johannes Hähle, 15 февраля 1906 — 10 июня 1944, Бельгия) — немецкий военный фотограф, который служил в войсках пропаганды вермахта во время Второй мировой войны.

## Жизнь
Хеле получил профессиональное образование как торговец и фотограф. В 1932 году он вступил в нацистскую партию. В январе 1940 года он был призван в вермахт и отправлен воевать на французский фронт в составе строительного батальона 146.
После вторжения в Советский Союз в июне 1941 года Хеле был направлен военным фотографом в составе пропагандистской роты (PK) 637 на Восточный фронт в составе 6-й армии. За это время он сделал много фотографий войны как с воздуха, так и на земле. В сентябре 1941 года его направили в пропагандистскую роту в Потсдаме. В конце сентября 1941 года он выполнил серию из 29 цветных фотографий в Киеве, где, в частности, изображены солдаты СС, разбирающие вещи казнённых в Бабьем Яру, а также несколько десятков чёрно-белых фотографий «акции» против евреев под Лубнами. Хеле тайно оставил себе фотографии, связанные с «акциями». Летом 1942 года он был ранен и провел несколько недель в больнице.
Зимой 1942/1943 гг. Хеле был военным фотографом в Африканском корпусе Роммеля, но несколько месяцев спустя его отправили обратно в Западную Европу в составе пропагандистской роты 698 в Бельгии и Северной Франции. Здесь он снял фотографии Атлантического вала. Во время сражения после высадки союзников в Нормандии Хеле пропал без вести 10 июня 1944 года в деревне Ла-Бижуд к северо-западу от Кана.

## Наследие
В конце войны американские войска конфисковали несколько грузовиков с материалами немецких пропагандистских подразделений. В 1962 году американцы передали материал в Федеральный архив Германии в Кобленце, включая несколько плёнок Хеле.
Те плёнки, которые Хеле держал в секрете у себя дома, были проданы его вдовой берлинскому журналисту Гансу Георгу Шульцу. Чёрно-белые копии этих фотографий были использованы в качестве доказательства Франкфуртской прокуратурой в 1961 году и позже исчезли из архива. Оригинальные цветные фотографии появились снова в 2000 году, когда вдова Шульца продала их Гамбургскому институту социальных исследований для фотовыставки, посвящённой вермахту.